# Conidiobolus incongruus
Conidiobolus incongruus är en svampart som beskrevs av Drechsler 1960. Conidiobolus incongruus ingår i släktet Conidiobolus och familjen Ancylistaceae.   Inga underarter finns listade i Catalogue of Life.